# 1967 في إسرائيل
فيما يلي قوائم الأحداث التي وقعت خلال عام 1967 في إسرائيل.

## أحداث
- 5 يونيو – حرب 1967
- 6 يونيو – معركة تلة الذخيرة

## سياسة

### تعيين في المنصب
- 1 يناير – سيف الدين الزعبي عضو الكنيست [الإنجليزية]‏.
- 2 يناير – إسرائيل يشايهو شرعبي وزير الاتصالات الإسرائيلي  [لغات أخرى]‏.
- 5 يونيو – مناحم بيجن وزير بدون حقيبة وزارية.
- 5 يونيو – موشيه دايان وزير الدفاع الإسرائيلي  [لغات أخرى]‏.

### انتهاء فترة المنصب
- 1 يناير – سيف الدين الزعبي عضو الكنيست [الإنجليزية]‏.
- 28 يناير – بخور شالوم شيطريت عضو الكنيست [الإنجليزية]‏.
- 5 يونيو – ليفي أشكول وزير الدفاع الإسرائيلي  [لغات أخرى]‏.

## مواليد

### يناير
- 1 يناير – سماح سبعاوي
- 1 يناير – موتي ألموز محارب إسرائيلي.
- 1 يناير – هرتسي هليفي

### فبراير
- 22 فبراير – آفي غباي سياسي إسرائيلي.

### مارس
- 1 مارس – جلعاد بلوم لاعب كرة مضرب إسرائيلي.
- 31 مارس – ميكايلا بيركو

### مايو
- 4 مايو – طلب أبو عرار سياسي إسرائيلي.

### يونيو
- 17 يونيو – نورمان عيسى

### يوليو
- 19 يوليو – يائيل ابيكاسيس

### أغسطس
- 17 أغسطس – رفيتال سويد سياسي إسرائيلية.

## وفيات

### يناير
- 1 يناير – سميرة عزام (مواليد 1927) كاتبة ومترجمة فلسطينية.
- 28 يناير – بخور شالوم شيطريت (مواليد 1895) سياسي إسرائيلي.